# NGC 7402
NGC 7402 ist eine Linsenförmige Galaxie vom Hubble-Typ S0 im Sternbild Fische auf der Ekliptik. Sie ist schätzungsweise 226 Millionen Lichtjahre von der Milchstraße entfernt und hat einen Durchmesser von etwa 45.000 Lj.
Im selben Himmelsareal befinden sich u. a. die Galaxien NGC 7396, NGC 7397, NGC 7398, NGC 7401.
Das Objekt wurde am 2. Oktober 1856 vom irischen Astronomen R. J. Mitchell, einem Assistenten von William Parsons, entdeckt.